# Гюнтерова хатерия
Гюнтерова хатерия (Sphenodon guntheri) е вид влечуго от семейство Хатериеви (Sphenodontidae). Видът е уязвим и сериозно застрашен от изчезване.

## Разпространение и местообитание
Разпространен е в Нова Зеландия.
Обитава склонове, храсталаци, крайбрежия и плажове в райони с умерен климат.